# テレビ東京金曜夜8時枠時代劇
テレビ東京金曜夜8時枠時代劇は、2006年10月20日から2008年9月26日まで、テレビ東京系列で毎週金曜20時から20時54分に設けられた連続時代劇の放送枠である。
同放送枠の後継として2008年10月20日から2009年3月16日まで月曜19時台に設けられていた『月曜時代劇』についても本稿で扱う。
なお、過去テレビ東京の金曜20時枠で放送された現代劇や海外ドラマに関しては
2013年10月より再開された金曜20時台ドラマ枠は

## 概要
テレビ東京以外の他局がバラエティや音楽番組などを放送している金曜20時からの枠に、『セガサミーシアター』と銘打ってセガサミーグループ単独提供により時代劇枠を設置したのが始まり。セガサミーグループは『逃亡者 おりん』1作品のみでスポンサーから撤退しており、以降は複数社提供で時代劇枠が維持されていた。
第1作目『逃亡者 おりん』は1クール（3ヶ月）ではなく、2クール（6ヶ月）の放送を実施したが、それ以降は1クールの放送に戻っていた。ただし1クールと言いながらも、実際は1作品につき8週の放送を基本としていたため各作品の放送期間は正味2ヶ月のみで、その前後の期間は『ペット大集合!ポチたま』拡大版などの特番で対応していた。その代わり、各作品の初回は2時間枠で放送され、作品によっては最終回も同様の措置が取られていた（一部の時差ネット局では2時間枠の回を2週に分けて放送するため、1作品につき9 - 10週分の放送となる）。
テレビ東京では、深夜枠での連続ドラマ枠（ドラマ24など）や、月曜・火曜夕方のドラマ枠が存在するが、ゴールデン・プライムタイムのドラマとしては、2001年1月からの『女と愛とミステリー』→『水曜ミステリー9』→『水曜シアター9』（単発枠　水曜21時から22時48分、映画のみでは22時54分まで）→（2010年10月から2011年9月まで休止）→『水曜ミステリー9』（2011年10月放送再開）のみが存続し、連続枠は2000年以来途絶えていた。本番組は、それ以来の連続ドラマ枠となった。また、時代劇についても1997年に放送された『編笠十兵衛』以来、約10年ぶりとなっていた。
在京キー局の連続時代劇枠はこの他にテレビ朝日の火曜時代劇が存在していたが、火曜時代劇は2007年9月で廃止されたため、この枠が2007年10月以降は唯一のキー局の定時で放送される連続時代劇枠であった。（テレビ高知では火曜時代劇の後枠として本枠が放送されている。
2008年10月から『主治医が見つかる診療所（第2期）』を放送していたバラエティ枠との交換により月曜19時に時代劇枠を移動し、枠名称も『月曜時代劇』に変更された。月曜移行後の2008年10月20日には、本枠が2時間スペシャルとなり、前述の『パナソニック ドラマシアター』と時間が重複、『水戸黄門』の視聴率が1桁に落ち込む事態が発生した。
2009年3月をもって金曜20時→月曜19時と渡り歩いた連続時代劇枠は消滅。同時間枠はアニメ枠に置き換えられ、2013年4月からは18:30からの1時間半バラエティ番組『YOUは何しに日本へ?』に代わった。また2013年10月からは、『金曜8時のドラマ』の枠タイトルで、金曜20時枠におけるドラマ枠が5年振りに再開された。そしてその3年後の2016年10月から12月まで、この枠では8年ぶりの時代劇『石川五右衛門』が放送された。

## 放送作品

### セガサミーシアター
- 『逃亡者 おりん』（2006年10月20日 - 2007年3月23日）主な出演者……青山倫子、宅麻伸、榎木孝明

### 藤沢周平時代劇
- 『よろずや平四郎活人剣』（2007年4月20日 - 6月15日）

### 金曜時代劇
- 『刺客請負人』（第1シリーズ）（2007年7月20日 - 9月14日）

- 『お江戸吉原事件帖』（2007年10月26日 - 12月14日）

- 『幻十郎必殺剣』（2008年1月18日 - 3月14日）

- 『密命 寒月霞斬り』（2008年4月18日 - 6月13日）

- 『刺客請負人』（第2シリーズ）（2008年7月18日 - 9月12日）

### サミーシアター
- 『逃亡者 おりん』（2008年9月19・26日、2時間スペシャル）

※ここまでは、金曜日20時枠での放送

### 月曜時代劇
※ここから、月曜日19時枠での放送。
- 『主水之助七番勝負〜徳川風雲録外伝〜』（2008年10月20日 - 12月8日）

- 『幻十郎必殺剣』（再放送・2009年1月5日 - 3月16日）

## ネット局
※2008年9月現在。

### 同時放送
- テレビ東京
- テレビ愛知
- テレビ大阪
- テレビ北海道
- テレビせとうち
- TVQ九州放送
- 岐阜放送（スポンサー差し替え）
- 奈良テレビ放送（スポンサー差し替え、当初は同時ネット局と同時刻ながら1週間遅れであった）
- テレビ和歌山（スポンサー差し替え、当初は13日遅れの時差放送であった）

### 時差放送
- びわ湖放送（スポンサー差し替え、同時ネット局と同時刻ながら約3週間遅れ）
- 東北放送（2009年1月6日より火曜日 - 金曜日 9:58 - 10:50にて放送）
- 時代劇専門チャンネル
- テレビ高知（スポンサー差し替え）
  - 2007年10月25日より木曜19時枠で一部の作品を除いて放送していた。2009年4月に当該ローカル枠が水曜20時枠に移動し、テレビ東京も新作レギュラー時代劇制作から撤退したことを受け、2009年2月ごろをもって終了。
  - それから春改編までの同時間帯は『大江戸捜査網』（1990年代の橋爪淳主演リメイク版）をつなぎ番組として放送し、同年3月をもって、テレビ高知におけるゴールデンタイムの他系列時代劇の放送枠そのものが途絶えることになった（2009年4月以降の水曜20時枠については、朝日放送・テレビ朝日制作の『必殺仕事人2009』の放送も検討されていたが、結果的に他系列バラエティ番組の時差放送枠に転換されることになった）。

それ以外の時差放送局は各作品の項を参照のこと。